# Kaila Kuhn
Kaila Kuhn (8 aprile 2003) è una sciatrice freestyle statunitense, specialista nei salti.

## Biografia
Specialista dei salti e attiva in gare FIS dall'agosto 2017, la Kuhn ha esordito in Coppa del Mondo il 19 gennaio 2019 giungendo 26ª a Lake Placid e ha ottenuto il suo primo podio il 17 gennaio 2021 a Jaroslavl', classificandosi 3ª nella gara vinta dalla statunitense Megan Nick. Ai Campionati Mondiali di Engadina 2025 ha vinto la medaglia d'oro nei salti e nei salti a squadre. Ha preso parte a una rassegna olimpica e due iridate.

## Palmarès

### Mondiali
- 2 medaglie:
  - 2 ori (salti, salti a squadre a Engadina 2025)

### Mondiali juniores
- 2 medaglie:
  - 1 oro (salti a Chiesa in Valmalenco 2022)
  - 1 argento (salti a squadre a Chiesa in Valmalenco 2022)

### Coppa del Mondo
- Miglior piazzamento nella Coppa del Mondo di salti: 9ª nel 2021
- 2 podi:
  - 2 terzi posti